# Boeing OC-135
Le Boeing OC-135 Open Skies est la version d'avion d'observation du C-135 Stratolifter. Il est actuellement en service dans l'USAF dans le cadre du Traité Ciel ouvert. L'avion, une version modifiée du WC-135B, effectue des vols d'observation non armé au-dessus des participants au traité. Trois avions OC-135B furent modifiés par le 4950th Test Wing (en) de l'Aeronautical Systems Center (en) sur l'Air Force Base Wright-Patterson (Ohio). Le premier OC-135B opérationnel fut alloué au 24e escadron de reconnaissance (en) sur l'air force base Offutt en octobre 1993. Il est désormais équipé d'un ensemble d'équipement de base de navigation et d'écoute, et garé dans un hangar sécurisé au 309th Aerospace Maintenance and Regeneration Group de la base Davis-Monthan près de Tucson (Arizona). Deux avions OC-135B totalement opérationnels ont été livrés en 1996 avec la gamme complète de capteurs conventionnels autorisés par le traité, comprenant un scanner infrarouge, radar à synthèse d'ouverture et capteurs vidéo.

## Description de l'avion
L'intérieur accueillait 35 personnes comprenant l'équipage, dans le cockpit, l'équipe de maintenance, les représentants des pays étrangers et membres de l'équipage de la Defense Threat Reduction Agency (DTRA). Les caméras installées comprennent trois caméras construite par Chicago Aerial Industries aujourd'hui Recon Optical (en) KS-87E utilisé également par la nacelle TARPS, une verticale et deux obliques utilisées pour la photographie à basse altitude, environ 3 000 pieds (900 m), au-dessus du sol, et une caméra panoramique KA-91C, qui balaie d'un côté à l'autre de fournir un large balayage pour chaque image; utilisée pour photographie à haute altitude, environ 35 000 pieds (10 000 m).
Le système d'enregistrement et d'annotation des données (DARMS) traite les signaux de navigation, l'altitude, l'heure et la caméra pour indexer chaque image avec la bonne position, altitude, heure, angle de roulis et autres informations. En outre, ce système enregistre chaque photo prise en fonction de la caméra, la trame et la position de navigation et charge ces données sur une disquette 3,5 pouces. Un clavier avec trackball est le périphérique d'entrée pour commander le système. Deux moniteurs couleur VGA Barco de 30 cm affichent les données d'annotation et autres données de l'appareil sur écran pour l'opérateur et l'observateur.